# Band in China
«Band in China» —en español: «Banda en China»— es el segundo episodio de la vigesimotercera temporada de la serie animada South Park y el episodio número 299 en general. El episodio se estrenó en Comedy Central el 2 de octubre de 2019 en los Estados Unidos. El episodio parodia los medios de comunicación de censura en China, y la manera en que la industria del entretenimiento estadounidense compromete a propósito sus producciones para evitarla.
Como resultado de las críticas del episodio a sus prácticas, el gobierno chino prohibió la serie por completo en el país, lo que a su vez provocó críticas de los creadores de la serie.

## Argumento
Stan está componiendo una canción para su nueva banda de death metal, Alba Carmesí (Crimson Dawn), cuando su padre Randy lo llama a una reunión familiar para anunciar que planea expandir el negocio familiar de marihuana de las Granjas Tedigry a China. Al abordar un avión a China, Randy ve que muchas otras personas, incluyendo jugadores de la NBA y personajes pertenecientes a Disney, que también van allí para expandir sus negocios. Es arrestado a su llegada a China cuando se abre su maleta llena de marihuana. Randy es encarcelado donde es testigo de la práctica de ejecución sumaria, y es sometido a reeducación por el trabajo, tortura, lavado de cerebro y reeducación por el Partido Comunista.
Durante un ensayo de Alba Carmesí, la banda es visitada por un productor musical que quiere hacer un biopic de la banda, ya que los recursos musicales tradicionales como los álbumes y las giras ya no son rentables. Stan, que quiere desesperadamente dejar su casa de la granja, está encantado. Cuando se discute la estructura de la película, los compañeros de la banda aprenden que ciertos aspectos de sus vidas tendrán que ser editados para que la película sea comercializable en China debido a su censura de los medios de comunicación.
En la cárcel, Randy conoce a sus compañeros de prisión Winnie the Pooh y Piglet, que están allí porque fueron prohibidos en China después de que se popularizaran los memes de Internet que comparan a Xi Jinping con la versión de Disney de Pooh. Cuando Randy es llevado ante un tribunal, critica al gobierno chino por la forma en que trata a sus prisioneros, acusándolos de carecer de «tegridad» (su término de integridad). Cuando Mickey Mouse se entera de las críticas de Randy, se enfrenta con ira a Randy por el negocio chino que está perdiendo por ello, pero Randy se mantiene firme en su creencia de que los negocios no deben realizarse sobre la base de la intimidación, y le expresa su idea de importar marihuana. Cuando Mickey y Randy presentan su caso a los funcionarios chinos, su oferta es rechazada, lo que Mickey atribuye al asunto de Winnie the Pooh. Randy responde usando miel para atraer a Pooh a un callejón aislado y estrangulándolo hasta la muerte mientras Piglet observa horrorizado.
Durante la filmación de la biopic de Alba Carmesí, la censura continúa hasta el punto de que los funcionarios chinos están en el set para aprobar su contenido. El productor le pide a Stan que reescriba el guion «de corazón», pero Stan se siente frustrado por un censurador chino que se encuentra sobre su hombro mientras escribe en su dormitorio, borrando pasajes que desaprueba. Más tarde, con sus compañeros de banda, Stan se da cuenta de que la única película que será aceptada en China es algo «de vainilla y queso». Kyle, desembarca de un autobús con Eric después de su estancia en un Centro de detención del ICE en el episodio anterior. La reunión de los amigos inspira a Stan a reformar su anterior banda Fingerbang para una nueva biopic, pero él cambia de opinión durante la filmación, diciendo que no importa cuánto desee dejar la granja, no puede comprometerse con China, y comentando que cualquiera que lo haga no vale nada. Mientras tanto, la marihuna Tegridad, se ha convertido en legal en China. Mientras un camión descarga una carga de dinero en la granja durante una comida familiar, Stan le pregunta a Randy por qué está cubierto de miel y sangre. Cuando Randy admite que asesinó a Pooh, Stan deja tranquilamente la mesa para escribir otra canción sobre su padre.

## Recepción y controversia

### Críticas
John Hugar de The A.V. Club le dio al episodio una calificación una «B» llamándolo un «episodio fuerte». Comparó la decisión de Parker y Stone de criticar el papel que el gobierno chino juega en la industria del entretenimiento estadounidense con casos anteriores en los que mostraron una audacia similar en su elección del objetivo, como cuando comentaron las representaciones mediáticas del profeta Mahoma en dos episodios pasados. Hugar pensó que el arresto que Randy sufre como resultado de su fracaso en la investigación de las leyes sobre la marihuana en China fue uno de los momentos más divertidos de la serie. También alabó la revelación de la música de Alba Carmesí y el uso de Mickey Mouse, tanto para desactivar las escenas tensas como parte clave de la resolución de la historia.
Dani Di Placido de Forbes, dijo que el episodio fue «hilarante y deprimentemente perspicaz» y señaló el contraste entre la decisión de Stan y la elección de Randy de poner las ganancias por encima de los principios como el mejor ejemplo de ello.
Joe Matar de Den of Geek, fue menos favorable, dándole al episodio 2/5; pensó que el hecho de que Trey Parker relacionara los problemas de relación de Stan y Randy con las grandes cuestiones éticas del episodio era una escritura inteligente, pero pensó que el episodio en general estaba estropeado por «la pereza de la trama y el cansado humor de choque».
Matthew Rozsa de Salon, sintió que el episodio expresaba una crítica válida sobre la manera en que la industria del entretenimiento estadounidense se compromete a adaptarse al gobierno de China, y disfrutó de la manera en que ilustraba este punto.
Jahara Matisek, profesor de la Academia de la Fuerza Aérea de los Estados Unidos, elogió el episodio en un artículo para el Instituto de Guerra Moderna, describiendo la importancia de que South Park demarque un cambio estadounidense en la información y la guerra política contra China. Matisek sostuvo que el episodio, ahora prohibido en China, «no sólo pone al descubierto el conflicto de valores, sino que también sirve en sí mismo como una forma de hacer avanzar los intereses y el poder blando de Estados Unidos en una era en la que China intenta imponer cada vez más una visión autoritaria en su región y en el mundo».

### Prohibición de China
En respuesta a las críticas del episodio al gobierno chino, South Park ha sido totalmente prohibida en China, incluso en sus servicios de streaming y plataformas de medios sociales.
En octubre de 2019, personas con información privilegiada le dijeron a Bloomberg que Apple, que tiene una porción significativa de sus usuarios y fabricantes en China, era supuestamente improbable que hiciera una oferta por los derechos de streaming de la serie debido a la prohibición de China.

### Respuesta
En respuesta a las críticas y la subsiguiente prohibición de su serie en China, los creadores de South Park, Matt Stone y Trey Parker, se mantuvieron fieles a su naturaleza no apologética enviando una falsa disculpa que decía: «Como la NBA, damos la bienvenida a los censores chinos en nuestros hogares y en nuestros corazones. Nosotros también amamos el dinero más que la libertad y la democracia. Xi no se parece en nada a Winnie the Pooh. Sintonice nuestro episodio 300 este miércoles a las 10! ¡Larga vida al Gran Partido Comunista de China! ¡Que la cosecha de sorgo de este otoño sea abundante! ¿Estamos bien ahora China?» una referencia a las críticas y controversias en torno a la National Basketball Association (NBA) y los comentarios de Daryl Morey sobre las protestas de Hong Kong en 2019. En la noche del 8 de octubre de 2019, el episodio se proyectó en una calle muy transitada del Distrito Sham Shui Po de Hong Kong como una forma de protesta.